# Centaurea oriolii-bolosii
Centaurea oriolii-bolosii — вид квіткових рослин родини айстрових (Asteraceae). Ендемік Марокко.

## Середовище
Населяє кам'янисті луки.

## Морфологічна характеристика
Це багаторічник 5–15 см заввишки. Прикореневі листки в розетці, зелені, павутинисті, стеблові листки сидячі, довгасті, перистороздільні, сегменти зубчасті. Квіткова голова одиночна, кінцева. Обгортка циліндрична. Квітки жовті. Період цвітіння: літо.